# Yo’el bar Nathan ha-Kohen
Yo’el bar Nathan ha-Kohen (geb. im 12. Jahrhundert; gest. nach 1223) war ein einflussreiches Mitglied einer jüdischen Gemeinde einer der SchUM-Städte, der jüdischen Gemeinden von Speyer, Worms und Mainz.
Bekannt blieb er vor allem, weil er einer der Mitunterzeichner der Taqqanot Qehillot Šum war, einer gemeinsamen Rechtssammlung der Gemeinden der SchUM-Städte, die auf zwei Versammlungen 1220 und 1223 stattfand. Auch Yo’el bar Nathan ha-Kohen unterzeichnete das Dokument. Es ist aber nicht gelungen, ihn sicher einer der Gemeinden zuzuordnen. Vermutet wird, dass es sich bei ihm um den Vater von Me’ir bar Yo’el ha-Kohen handelt, der als Talmud-Gelehrter die Gemeinde Worms vertrat.